# Nhân vật không phải người chơi
Non-player character hay Non-playable character (viết tắt: NPC; tiếng Việt: nhân vật không phải người chơi) là những nhân vật trong các trò chơi mà người chơi không thể điều khiển được. Trong những video game thì nhân vật này được điều khiển bằng máy tính thông qua trí thông minh nhân tạo. Còn trong các trò chơi nhập vai truyền thống thì chúng được điều khiển bởi người quản trò (tiếng Anh: Gamemaster, viết tắt: GM) hay trọng tài.
Thông thường những NPC sẽ được nhà phát hành trò chơi tạo sẵn, kèm theo các hội thoại và người chơi có thể tương tác với chúng đến một giới hạn nào đó. Mỗi NPC thường có nhiệm vụ hỗ trợ người chơi trong quá trình chơi, cung cấp nhiệm vụ trong trò chơi, cũng như những tính năng khác trong trò chơi. Một trò chơi có thể có nhiều NPC và mỗi NPC có một nhiệm vụ riêng

## Trò chơi nhập vai
Trong những trò chơi nhập vai cờ bàn truyền thống như Dungeons & Dragons, NPC là một nhân vật hư cấu được mô tả bởi gamemaster. Nếu các nhân vật của người chơi tạo thành nhân vật chính của câu chuyện, các NPC có thể được coi là "diễn viên phụ" trong câu chuyện đó, cư trú trong thế giới hư cấu của trò chơi và có thể thế chỗ bất kỳ vai trò nào không phải là nhân vật người chơi. Các NPC có thể là đồng minh, người ngoài cuộc hoặc đối thủ của nhân vật chính, hoặc cũng có thể là thương nhân trao đổi tiền tệ cho những thứ như đồ dùng hoặc thiết bị giúp ích cho người chơi. NPC do đó khác nhau về mức độ chi tiết của chúng. Một số có thể chỉ là một mô tả ngắn gọn ("Bạn thấy một người đàn ông ở một góc của quán rượu"), trong khi những NPC khác có thể có số liệu thống kê đầy đủ và thậm chí cả quá khứ của riêng họ.
Có một số tranh luận về việc một gamemaster nên đưa vào số liệu thống kê quan trọng của NPC. Một số người chơi muốn mọi NPC được xác định hoàn toàn bằng các chỉ số, kỹ năng và trang bị, trong khi những người khác chỉ đưa ra những chỉ số cần thiết và phần còn lại sẽ được thêm vào trong quá trình chơi. Ngoài ra còn có một số cuộc thảo luận về việc có nên điền toàn bộ thông tin cho NPC trong bất kì game nhập vai nào, dù đa số đồng ý rằng các NPC càng "thật" thì trải nghiệm của người chơi càng thêm thực tế và thú vị hơn.

### Khả năng điều khiển
Trong một số trò chơi và dưới điều kiện nhất định, người chơi có thể tạm thời điều khiển NPC nếu họ đang không điều khiển bất cứ nhân vật nào. Nguyên nhân thường xuất phát từ việc nhân vật của người chơi không có trong nhóm và người chơi cần điều khiển một NPC trong một khoảng thời gian nhất định hoặc nhân vật chính không thể đưa ra hành động tại một thời điểm nhất định (do họ bị thương hoặc ở một vị trí khác). Mặc dù các nhân vật này vẫn được thiết kế và điều khiển bởi gamemaster, việc cho phép người chơi tạm thời điều khiển những NPC sẽ cho họ một góc nhìn khác về cốt truyện của trò chơi, và điều này được một số trò chơi, chẳng hạn như Nobilis, khuyến khích khi chơi.
Trong các game nhập vai ít truyền thống, việc điều khiển tường thuật ít có sự phân biệt rõ ràng giữa gamemaster và người chơi, và khiến cho sự khác nhau giữa PC và NPC trở nên mơ hồ.

### Người phụ thuộc
Nhiều hệ thống trò chơi có các quy tắc cho các nhân vật duy trì các đồng minh tích cực dưới dạng người theo dõi NPC; thuê tay, hoặc tầm vóc phụ thuộc khác vào PC. Nhân vật đôi khi có thể giúp đỡ trong việc thiết kế, tuyển dụng hoặc phát triển NPC.
Trong trò chơi Champions (và các trò chơi liên quan sử dụng Hệ thống nâng cấp anh hùng), một nhân vật có thể có DNPC hoặc "nhân vật không phải người chơi phụ thuộc". Đây là một nhân vật được điều khiển bởi GM, nhưng nhân vật người chơi chịu trách nhiệm theo một cách nào đó và ai có thể bị tổn hại bởi các lựa chọn của PC.

## Trò chơi video
Thuật ngữ nhân vật không phải người chơi cũng được sử dụng trong các trò chơi video để mô tả các thực thể không chịu sự kiểm soát trực tiếp của người chơi. Thuật ngữ này mang một ý nghĩa rằng nhân vật không thù địch với người chơi; nhân vật thù địch được gọi là kẻ thù, mob, hoặc creep. Trong các trò chơi video, NPC đôi khi được mở rộng thành "nhân vật không thể chơi được" hoặc "lớp không người chơi".[ cần dẫn nguồn ]
Hành vi của NPC trong các trò chơi trên máy tính thường được viết theo kịch bản và tự động, được kích hoạt bởi một số hành động hoặc đối thoại nhất định với các nhân vật của người chơi. Trong một số trò chơi nhiều người chơi (chẳng hạn như Neverwinter Nights và Vampire: sê -ri hóa trang), một người chơi đóng vai trò là GM có thể "sở hữu" cả nhân vật người chơi và người chơi, điều khiển hành động của họ để tiếp tục cốt truyện. Các trò chơi phức tạp hơn, chẳng hạn như Đêm Neverwinter đã nói ở trên, cho phép người chơi tùy chỉnh hành vi của NPC bằng cách sửa đổi các tập lệnh mặc định của họ hoặc tạo các tập lệnh hoàn toàn mới.
Trong một số trò chơi trực tuyến, chẳng hạn như MMORPG, NPC có thể hoàn toàn không được ghi lại và về cơ bản là các avatar nhân vật thông thường được điều khiển bởi các nhân viên của công ty trò chơi. Những "người không chơi" này thường được phân biệt với các nhân vật của người chơi bằng hình dạng avatar hoặc chỉ định hình ảnh khác và thường đóng vai trò hỗ trợ trong trò chơi cho người chơi mới. Trong các trường hợp khác, các NPC "sống" này là các diễn viên ảo, đóng các nhân vật thông thường điều khiển một cốt truyện tiếp tục (như trong Myst Online: Uru Live).
Trong những game nhập vai sớm và kém tiên tiến, NPC chỉ có độc thoại. Mã chỉ đạo sự xuất hiện của hộp thoại, văn bản nổi, đoạn cắt cảnh hoặc các phương tiện khác để hiển thị lời nói hoặc phản ứng của NPC đối với người chơi.[ cần dẫn nguồn ] Các bài phát biểu của NPC thuộc loại này thường được thiết kế để tạo ấn tượng tức thì về nhân vật của người nói, cung cấp họa tiết cho nhân vật, nhưng họ cũng có thể thúc đẩy câu chuyện hoặc chiếu sáng thế giới xung quanh PC. Tương tự như đây là hình thức kể chuyện phổ biến nhất, đối thoại không phân nhánh, trong đó phương tiện hiển thị lời nói NPC giống như trên, nhưng nhân vật hoặc hình đại diện của người chơitrả lời hoặc bắt đầu bài phát biểu với NPC. Ngoài các mục đích được liệt kê ở trên, điều này cho phép phát triển nhân vật người chơi.
Các game nhập vai tiên tiến hơn có tính năng đối thoại tương tác hoặc đối thoại phân nhánh (cây đối thoại).  Một ví dụ điển hình là các trò chơi được sản xuất bởi Black Isle Studios và White Wolf, Inc.; mỗi một trò chơi của họ là nhập vai nhiều lựa chọn. Khi nói chuyện với NPC, người chơi được cung cấp một danh sách các tùy chọn đối thoại và có thể chọn giữa chúng. Mỗi lựa chọn có thể dẫn đến một phản ứng khác nhau từ NPC. Những lựa chọn này có thể ảnh hưởng đến tiến trình của trò chơi, cũng như cuộc trò chuyện. Ít nhất, họ cung cấp một điểm tham chiếu cho người chơi về mối quan hệ của anh ấy hoặc cô ấy với thế giới trò chơi.
Ultima là một ví dụ về một loạt trò chơi đã phát triển từ việc không phân nhánh (Ultima III trở về trước) đến đối thoại phân nhánh (từ Ultima IV trở đi). Các trò chơi nhập vai khác với các cuộc đối thoại phân nhánh bao gồm Cosmic Soldier, Megami Tensei, Fire Badge, Metal Max, Langrisser, SaGa, Ogre Battle, Chrono, Star Ocean, Sakura Wars, Mass Effect, Dragon Age, Radiant Historia và vài Dragon Quest vàTrò chơi Final Fantasy.
Một số thể loại trò chơi video xoay quanh hầu hết các tương tác với các nhân vật không phải người chơi, bao gồm các tiểu thuyết trực quan như Ace Attyer và các sim hẹn hò như Tokimeki Memorial, thường có các đoạn hội thoại phân nhánh phức tạp và thường trình bày các câu trả lời có thể có của người chơi như người chơi nhân vật sẽ nói họ. Các trò chơi xoay quanh việc xây dựng mối quan hệ, bao gồm tiểu thuyết hình ảnh, mô phỏng hẹn hò như Tưởng niệm Tokimeki và một số trò chơi nhập vai như Shin Megami Tensei: Persona, thường đưa ra các lựa chọn có số lượng "điểm tâm trạng" khác nhau có ảnh hưởng đến mối quan hệ của nhân vật người chơi và các cuộc trò chuyện trong tương lai với nhân vật không phải người chơi. Các trò chơi này thường có chu kỳ ngày đêm với hệ thống lập lịch thời gian cung cấp bối cảnh và mức độ liên quan đến tương tác của nhân vật, cho phép người chơi chọn thời điểm và nếu tương tác với một số nhân vật, điều này ảnh hưởng đến phản ứng của họ trong các cuộc trò chuyện sau đó.

## Xúc phạm
Trên Internet, NPC thường được sử dụng như một sự xúc phạm để đề xuất rằng một số người không thể hình thành suy nghĩ hoặc ý kiến của riêng họ. Những người như vậy thường được mô tả là giống với NPC Wojak, một meme mặt xám, vô cảm.